# Boehmeria caudata
Boehmeria caudata är en nässelväxtart som beskrevs av Olof Swartz. Boehmeria caudata ingår i släktet Boehmeria och familjen nässelväxter. Inga underarter finns listade i Catalogue of Life.